# 大売布命
大売布命（おおめふのみこと、生没年不詳）は、古墳時代の人物。

## 概要
『高橋氏文』では景行天皇による東国巡行に随行した朝臣の一人として若湯坐連等の始祖・物部意富売布連と見え、子で忌火を鑽り出した豊日連と共に親子で登場する。同書によると、皇后の八坂入媛命が磐鹿六雁命に奉仕の勅命を下したとき、富売布連の佩く大刀を脱き置かせてこれに添えたとされる。また『先代旧事本紀』の「天孫本紀」によると、兄弟の建新川命と共に垂仁朝に侍臣となって仕えたとされる。
孫の船瀬足尼はそのまま東国に土着し、成務朝に常陸の久自国造となったと「国造本紀」に伝わる。

## 考証
浅間古墳の被葬者を初代珠流河国造の片堅石命とする原秀三郎の説を受け、大型前方後方墳の西山古墳の被葬者が大売布命の兄である十市根命と見られることや、後裔の氏姓の共通性から大売布命が大新河命や建新川命と同人として重なることを根拠に、その先代に位置づけられる高尾山古墳の被葬者を大売布命と見る説がある。この説によれば、大売布命が先に駿河国に下向して、そこから子の豊日連と共に景行天皇の東国巡行に随行したとされる。また、豊日連の兄弟が片堅石命や遠淡海国造の印岐美命としている。